# Montgomery (Vermont)
Montgomery è un comune degli Stati Uniti d'America, situato nello Stato del Vermont e in particolare nella contea di Franklin.